# Ladislav Vodrážka
Ladislav Vodrážka (14. září 1932 Skýcov – 22. března 2010) byl slovenský a československý politik KSČ, za normalizace a krátce po sametové revoluci ministr hutnictví, strojírenství a elektrotechniky Československé socialistické republiky.

## Biografie
Maturoval na gymnáziu Zlaté Moravce, absolvoval Institut stavby lodí v Sovětském svazu a pracoval v letech 1958-1965 jako projektant v Slovenských loděnicích Komárno. Pak působil na generálním ředitelství v Závodech těžkého strojírenství Martin coby vedoucí odboru odbytu a zahraničního obchodu a poté nastoupil do podniku OZO Martimex Martin, kde se roku 1969 stal obchodním ředitelem. V letech 1970–1974 zastával funkci podnikového ředitele Slovenských loděnic Komárno a od roku 1974 působil jako náměstek ministra hutnictví a těžkého strojírenství ČSSR. V roce 1981 byl jmenován prvním náměstkem ministra zahraničního obchodu ČSSR. Členem KSČ byl od roku 1960. Roku 1982 mu bylo uděleno Vyznamenání Za zásluhy o výstavbu.
V červnu 1986 se stal ministrem hutnictví, strojírenství a elektrotechniky v československé vládě Ladislava Adamce. Kromě toho byl místopředsedou této vlády. Oba vládní posty si udržel i během sametové revoluce a ministrem hutnictví, strojírenství a elektrotechniky zůstal až do února 1990 i v první vládě Mariána Čalfy (vláda národního porozumění).